# 散柱茶
散柱茶（学名：Camellia liberistyla）是山茶科山茶属的植物。分布于中国大陆的云南等地，属中国原产的植物（非从国外引种）。